# Cuora zhoui
Cuora zhoui is een zeer zeldzame schildpad uit de familie Geoemydidae. De soort werd voor het eerst wetenschappelijk beschreven door Er-mi Zhao in Zhao, Ting Zhou en Ping Ye in 1990.

## Beschrijving
Het rugschild wordt maximaal ongeveer 17 centimeter lang en is elliptisch van vorm en vrij bolvormig, de hoornplaten zijn glad. Op het schild zijn drie lage kielen aanwezig, de kleur is donkerbruin tot zwart, het buikschild is groot en zwart van kleur met een gele tekening. De kop is lichtbruin tot geel en steekt sterk af tegen het donkere schild. De bovenkaak is gehaakt en snavelvormig, tussen het oog en neusgat loopt een gele, donker omzoomde streep. Mannetjes zijn van vrouwtjes te onderscheiden door een kuil in het buikschild, een langere en dikkere staart en een buiten het schild uit-stekende cloaca.

## Algemeen
Cuora zhoui is endemisch in China en is alleen bekend uit de provincies Guangxi en Yunnan. Het is een zeer zeldzame soort, er is nog nooit een exemplaar in het wild aangetroffen en alle beschreven dieren zijn gekocht op Chinese markten waar schildpadden als voedsel worden aangeboden. De dieren zouden afkomstig zijn van beekjes in hooggelegen gebieden.